# نبرد سری‌کانی
نبرد سری‌کانی مبارزه برای کنترل شهر سری‌کانی در جریان جنگ داخلی سوریه بین جنگجویان کُرد (حزب اتحاد دموکراتیک) و گروه‌های مخالف مسلح سوریه (از جمله جبهه النصره و ارتش آزاد سوریه) بود. البته نیروهای مسلح سوریه نیز گاه به گاه دخالت داشتند.
در ژوئیه ۲۰۱۳، ی‌پ‌گ کنترل کامل شهر را به‌دست گرفت و اسلامگرایان را از سریکانی بیرون راند.